# لوانزو
لوانزو (تلفظ ایتالیایی: [ˈlɛːvantso] ;  سیسیلی : Lèvanzu [ˈlɛːvandzʊ] ) کوچکترین جزیره از مجمع‌الجزایر سه گانه اگادی در دریای مدیترانه، واقع در غرب سیسیل ،ایتالیا است. این جزیره بخشی از شهرداری ( کمون ) فاویگنانا در استان تراپانی است.

## جغرافیا
لوانزو ۵٫۸۲ کیلومتر مربع (۲٫۲۵ مایل مربع) . بلندترین نقطه آن پیتزو موناکو با ارتفاع ۲۷۸ متر (۹۱۲ فوت) است. این جزیره حدود 450 سکنه دارد که در اطراف بندر کوچک آن جزیره متمرکز شده اند.
نام باستانی جزیره "فوربانتیا" بود که از نام نوعی گیاه بومی گرفته شده در آنجا می روید.
لوانزو به خاطر سایت باستانشناسی گروتا دل جنووز (ایتالیایی: Grotta del Genovese) با غارنگاره‌های عصر نوسنگی و نقاشی‌دیواری‌های پارینه سنگی مشهور است.
علاوه بر این، در سواحل کالا مینولا (ایتالیایی: Cala Minnola) در سمت شرقی جزیره، یکی از مهم‌ترین مکان‌های باستان‌شناسی زیر آب قرار دارد که شامل یک کشتی باری رومی، مملو از خمره‌های شراب، در عمق ۲۷ متری است. 